# Andreas Johannes Laskaris

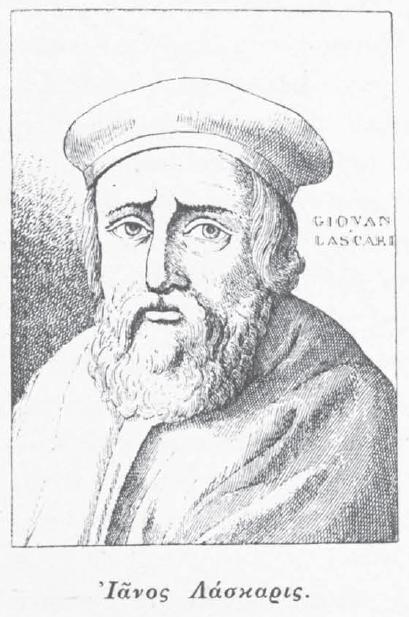
Janos Laskaris

Andreas Johannes Laskaris (* 1445 in Konstantinopel; † 7. Dezember 1534 in Rom), auch Janos Laskaris (Ἰᾶνος Λάσκαρις), Giano Lascaris oder Andrea Giovanni Lascari, war ein griechischer Forschungsreisender und Humanist.

## Leben
Laskaris stammt aus dem byzantinischen Kaisergeschlecht der Laskariden. Andreas Johannes Laskaris wuchs auf der Peloponnes auf. Er emigrierte nach Italien, wo er zunächst in Padua studierte und dann in Rom zur Accademia Romana von Pomponio Leto gehörte. Er wurde später Lehrer und unterrichtete u. a. Pierio Valeriano.
Der Florentiner Lorenzo de’ Medici bemühte sich um den Aufbau seiner Bibliothek und Laskaris setzte sich beim osmanischen Sultan Bayezid II. dafür ein. Von 1491 bis 1492 unternahm er für die Bibliothek der Medici Forschungsreisen nach Griechenland und der Levante. Er bereiste unter anderem  Korfu, Arta, Thessaloniki, Kreta und den Peloponnes. In den Athosklöstern und in Konstantinopel erwarb er Kodizes; darunter auch den einzigen Kommentar des Proklos zur Republik Platos.
1495 ging er nach Frankreich und wirkte dort mitbestimmend für die Entwicklung des französischen Humanismus. Eine enge Verbindung bestand dort gemäß Baader zu Johann Winter von Andernach.